# L'Amour à la mer
Pour plus de détails, voir Fiche technique et Distribution.
L’Amour à la mer est un film français réalisé par Guy Gilles et sorti en 1965.

## Synopsis
Valses entre personnages déplacés de leurs pays, confusions des sentiments de Daniel et Guy, des marins de retour en France après la guerre d’Algérie, et de Geneviève, elle aussi évoluant entre Paris et Brest, jeunes gens troublés par leurs rêves de liberté et leurs hésitations entre séductions parisiennes et plages ensoleillées de l’été… 

## Fiche technique
- Titre : L’Amour à la mer
- Réalisation : Guy Gilles
- Scénario : Guy Gilles
- Dialogues : Guy Gilles
- Direction de la photographie : Jean-Marc Ripert
- Musique : Jean-Pierre Stora
- Musique additionnelle : Antonio Vivaldi
- Son : Jean-Jacques Campignon
- Montage : Noun Serra
- Pays d’origine :  France
- Année de tournage : 1962
- Tournage extérieur : 
  - Paris
  - Brest  (Finistère)
- Producteur : Guy Gilles
- Directeur de production : Olivier Reichenbach
- Société de production : Films Galilée (France)
- Format : noir et blanc et couleur par Eastmancolor — son monophonique — 35 mm
- Genre : comédie dramatique
- Durée : 82 minutes
- Date de sortie : France  - 1965

## Distribution
- Daniel Moosmann : Daniel
- Guy Gilles : Guy
- Geneviève Thénier : Geneviève
- Josette Krief : Josette
- Simone Paris : la logeuse
- Lili Bontemps : la chanteuse
- Juliette Gréco : l’actrice du film
- Alain Delon : l’acteur du film
- Romy Schneider : la vedette (scène coupée au montage)
- Jean-Claude Brialy : l’homme désenchanté
- Sophie Daumier : la fille au bar
- Jean-Pierre Léaud : le garçon à la sortie du cinéma
- Bernard Verley : un ami de Geneviève
- Patrick Jouané
- Pierre Fabre
- Jean-François Faure
- Christian Azzopardi
- Guy Bertil
- Monique Lejeune : Catherine
- Martine Messager
- Arnaud Dutey-Harispe
- Jacques Portet
- Jean-Daniel Simon

## Sortie vidéo
L'Amour à la mer sort en combo DVD/Blu-ray chez Lobster Films le 28 septembre 2020.